# Lissonota oblongata
Lissonota oblongata là một loài tò vò trong họ Ichneumonidae.